# Curtis (50 Cent-album)
Curtis är 50 Cents tredje studioalbum. Det släpptes den 11 september 2007. Albumet är utgivet av Shady Records, Aftermath Entertainment och Interscope Records. 

## Spår
| Nr | Titel                                                     | Producerad av                              | Gästartist(er)                  | Tid  |
| -- | --------------------------------------------------------- | ------------------------------------------ | ------------------------------- | ---- |
| 1  | "Intro"                                                   |                                            |                                 | 0:51 |
| 2  | "My Gun Go Off"                                           | Adam Deitch & Eric Krasno                  |                                 | 3:12 |
| 3  | "Man Down" (censored)                                     | Detroit Red, co-producerad av Don Cannon   |                                 | 2:50 |
| 4  | "I'll Still Kill"                                         | DJ Khalil                                  | Akon                            | 3:41 |
| 5  | "I Get Money"                                             | Apex                                       |                                 | 3:44 |
| 6  | "Come & Go"                                               | Dr. Dre                                    | Dr. Dre                         | 3:29 |
| 7  | "Ayo Technology"                                          | Timbaland, co-producerad av Danja          | Justin Timberlake & Timbaland   | 4:08 |
| 8  | "Follow My Lead"                                          | Tha Bizness                                | Robin Thicke                    | 3:18 |
| 9  | "Movin' on Up"                                            | Jake One                                   |                                 | 3:24 |
| 10 | "Straight to the Bank"                                    | Ty Fyffe, additional production by Dr. Dre |                                 | 3:11 |
| 11 | "Amusement Park"                                          | Dangerous LLC                              |                                 | 3:09 |
| 12 | "Fully Loaded Clip"                                       | Havoc                                      |                                 | 3:14 |
| 13 | "Peep Show"                                               | Eminem                                     | Eminem                          | 3:52 |
| 14 | "Fire"                                                    | Dr. Dre                                    | Nicole Scherzinger & Young Buck | 2:50 |
| 15 | "All of Me"                                               | Jake One                                   | Mary J. Blige                   | 3:52 |
| 16 | "Curtis 187"                                              | Havoc                                      |                                 | 3:58 |
| 17 | "Touch the Sky"                                           | K-Lassik Beats                             | Tony Yayo                       | 3:10 |
| *  | "Smile (I'm Leavin')" (Itunes bonusspår)                  | K-Lassik Beats                             |                                 | 4:29 |
| *  | "Hustler's Ambition" (bonusspår på den brittiska utgåvan) | B-Money "B$"                               |                                 | 4:02 |